# Ungheni (arrondissement)
Ungheni is een arrondissement van Moldavië. De zetel van het arrondissement is de stad Ungheni. Een andere grote stad is Cornești. De grote rivier de Proet, stroomt op de grens tussen Roemenië en arrondissement Ungheni. Begin 2012 had het arrondissement 117.200 inwoners.
Op 11 januari 2005 kreeg de communistische partij 53,30% van alle stemmen in arrondissement Ungheni.
De 33 gemeenten, incl. deelgemeenten (localitățile), van Ungheni:
- Agronomovca, incl. Negurenii Noi en Zăzulenii Noi
- Alexeevca, incl. Lidovca en Săghieni
- Boghenii Noi, incl. Boghenii Vechi, Izvoreni, Mircești en Poiana
- Buciumeni, incl. Buciumeni, loc.st.cf en Florești
- Bumbăta
- Bușila
- Cetireni
- Chirileni
- Cioropcani, incl. Bulhac en Stolniceni
- Condrătești, incl. Curtoaia
- Cornești, met de titel orașul (stad), incl. Romanovca
- Cornești
- Cornova
- Costuleni
- Florițoaia Veche, incl. Florițoaia Nouă en Grozasca
- Hîrcești, incl. Drujba, Leordoaia, Mînzătești en Veverița
- Măcărești, incl. Frăsinești
- Măgurele
- Mănoilești, incl. Novaia Nicolaevca, Rezina en Vulpești
- Morenii Noi, incl. Șicovăț
- Năpădeni
- Negurenii Vechi, incl. Coșeni, Țîghira en Zăzulenii Vechi
- Petrești, incl. Petrești, loc.st.cf en Medeleni
- Pîrlița, incl. Hristoforovca
- Rădenii Vechi
- Sculeni, incl. Blindești, Floreni en Gherman
- Sinești, incl. Pojarna
- Teșcureni
- Todirești, incl. Grăseni
- Ungheni, met de titel orașul (stad)
- Unțești
- Valea Mare, incl. Buzduganii de Jos, Buzduganii de Sus en Morenii Vechi
- Zagarancea, incl. Elizavetovca en Semeni.